# Jean Etxepare Bidegorri
Pour les articles homonymes, voir Etxepare.
Jean Etchepare Bidegorri (Mar Chiquita, Argentine, 30 octobre 1877 - Cambo-les-Bains, Labourd, 9 janvier 1935 ), surnommé le docteur, est un écrivain basque. 
Il écrivait principalement des articles de presse. Libre d'esprit, il se démarquait des écrivains basques de son temps. Deux articles publiés dans le livre Buruxkak (évoquant l'amour hors mariage et l'école laïque) furent d'ailleurs censurés. Il fut néanmoins nommé à la tête de Eskualzaleen Biltzarra, association de promotion et de défense de la langue basque. Il était également membre correspondant (Euskaltzain urgazlea) de l'Académie de la langue basque Euskaltzaindia. 

## Biographie

### Jeunesse
Ses parents, originaires de Basse-Navarre, émigrent en Argentine. Jean Etchepare y vit jusqu'à l'âge de six ans. De retour au Pays basque, la famille s'installe à Mendionde. En 1889, Etchepare intègre le séminaire de Larressore ; Jean Hiriart-Urruty et Larralde sont ses éminents professeurs de basque. N'ayant aucun penchant particulier pour la religion, en 1894 il entame des études de médecine à Bordeaux. Pendant ces années d'études, il découvre les auteurs modernes, particulièrement Haeckel et Nietzsche. En 1901, il obtient un doctorat grâce à une thèse sur la pelote basque.

### Médecin et écrivain
Une fois devenu médecin, il retourne au Pays basque. Après avoir séjourné à Mendionde pendant quatre ans, il s'installe aux Aldudes. Un an après, il commence à écrire pour le journal Eskualduna dirigé par Hiriart-Urruty. Il parfait son écriture en abordant des sujets tels que la médecine, la diffusion des sciences, la langue basque, la politique et la littérature. Ses écrits montrent les prémices d'une narration basque moderne. Il publie ces articles en 1910 dans le livre Buruxkak. Cet ouvrage, qui évoque des sujets parfois avant-gardistes, ne rencontre pas un grand succès.
Durant la Première Guerre mondiale, avec son frère Pierre, il publie l'Almanach des fermiers basques (qui durera dix ans). Lorsque la guerre éclate, il est appelé au front. Il y écrit une série d'articles qui sera publiée dans le journal Eskualduna. Après la guerre, sur les conseils de Pierre Broussain, Etchepare se met en contact avec des habitants du Pays basque Sud. 
En 1919, il est nommé membre correspondant de l'Académie de langue basque et, pendant de nombreuses années, président de Eskualzaleen Biltzarra. Il commence à écrire alors pour la revue Gure Herria. Après être resté médecin aux Aldudes pendant de nombreuses années, il s'installe à Cambo-les-bains. En 1931, il publie son second livre Beribilez, un récit de voyage se situant entre la Navarre et la Gipuscoa. 

## Écrits
Il commence à écrire pour le journal Eskualduna en 1902 et continue à publier l'Almanach des paysans basques avec son frère jusqu'au début de la Première Guerre mondiale. Etchepare mobilisé, ses chroniques écrites sur le front belge sont devenues connues. À partir de 1921, il contribue également à Gure Herria, hebdomadaire fondé à Bayonne par une association culturelle du même nom. 
Il publie une partie de ses articles parus dans Eskualduna et Gure Herria. Le livre Buruxkak paru en 1910 comprend vingt-six articles publiés dans Eskualduna. Etchepare y voit un rêve qui se réalise, à savoir la diffusion en langue basque de la connaissance sur tous les domaines de la vie. En effet, Buruxkak évoque des sujets rarement traités dans la tradition basque, tels que la politique intérieure de la France, les problèmes de santé, etc. Deux articles - « Quelle école. Quel enseignement » et « L'amour » - n'ont pas bien accueillis et disparaissent dans l'édition préparée par Piarres Lafitte quelques années plus tard. Le premier article traite du différend entre l'école laïque et l'école religieuse, tandis que le second raconte la possibilité de l'amour en dehors du mariage. 
Beribilez (1931) est très différent. Publié comme un feuilleton dans Gure Herria, Etxepare raconte un voyage en voiture jusqu'à Azpeitia. Quant à la langue, Lafitte la décrit comme un dialecte « navarro-labourdin littéraire », que l'on pouvait déjà remarquer dans les articles du médecin Etchepare. On peut dire que le vocabulaire riche et la syntaxe audacieuse donnent à ces écrits journalistiques une dimension littéraire. 

## Œuvres
- Buruxkak (1910, Tours) [2]
- Beribilez (1931) [3]